# كواسي أوكيري فرايدت
كواسي أوكيري فرايدت (بالألمانية: Kwasi Okyere Wriedt) (10 يوليو 1994 بهامبورغ في ألمانيا - ) هو لاعب كرة قدم ألماني في مركز الهجوم. لعب مع بايرن ميونخ.

## روابط خارجية
- كواسي أوكيري فرايدت على موقع اتحاد تركيا (لاعب) (الإنجليزية)
- كواسي أوكيري فرايدت على موقع قاعدة بيانات كرة القدم.إي يو (الإنجليزية)
- كواسي أوكيري فرايدت على موقع بيانات كرة القدم. دي إي (الألمانية)
- كواسي أوكيري فرايدت على موقع ليكيب (الفرنسية)
- كواسي أوكيري فرايدت على موقع Soccerway.com (الإنجليزية)
- كواسي أوكيري فرايدت على موقع عالم كرة القدم.نت (الإنجليزية)